# Uniwersytet im. Antona Brucknera

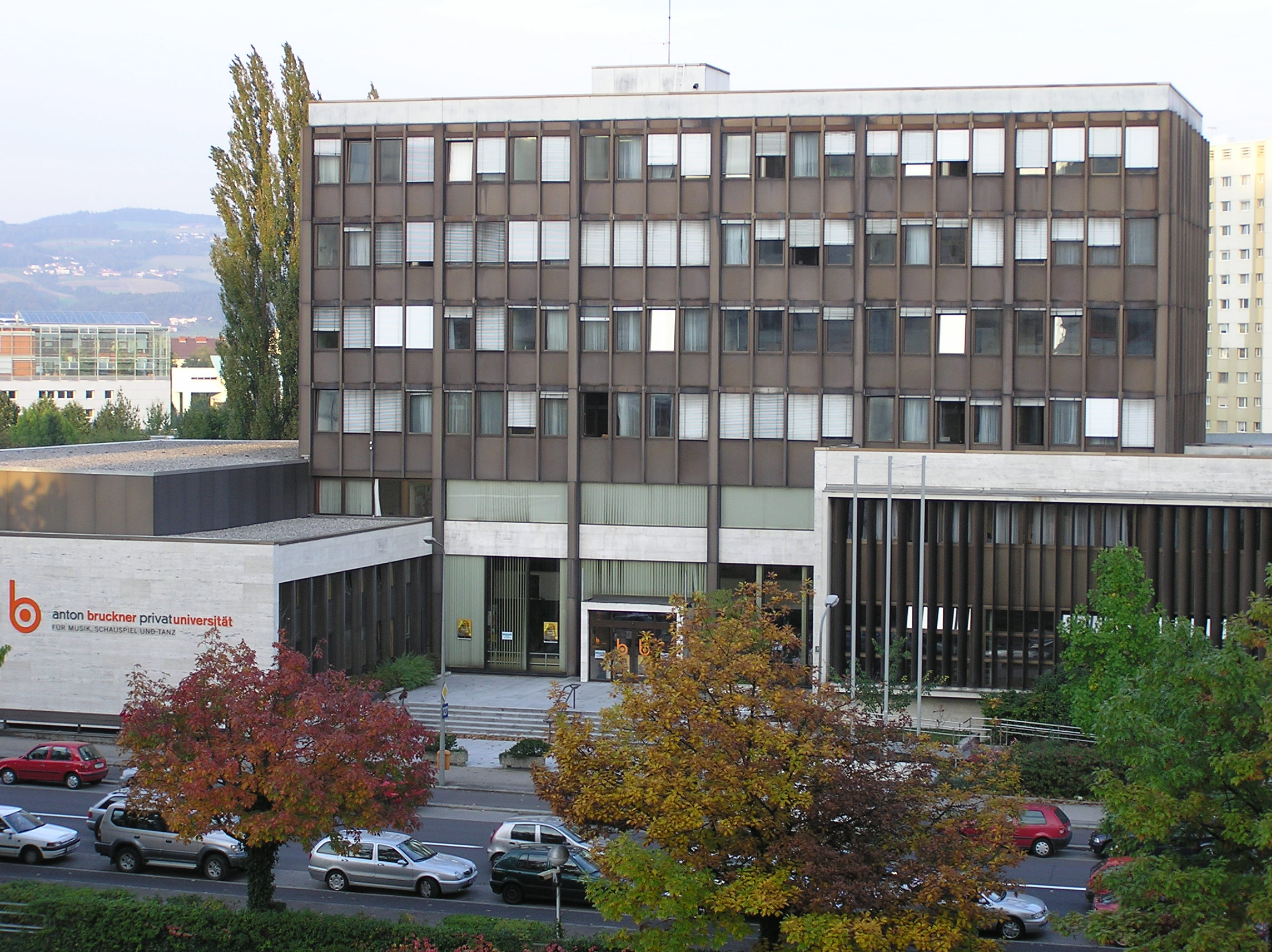

Uniwersytet im. Antona Brucknera (niem. Anton Bruckner Privatuniversität für Musik, Schauspiel und Tanz) – prywatny uniwersytet muzyki, tańca i gry aktorskiej w Linzu. Jedna z pięciu tego typu szkół wyższych w Austrii. Obecnie studiuje tam ok. 850 studentów z całego świata. Wykłada 200 nauczycieli.
Początkowo znany jako Anton Bruckner Konservatorium (1932-2004), w roku 2004 uzyskał status prywatnego uniwersytetu. 
Uniwersytet nosi imię austriackiego kompozytora Antona Brucknera. 